# 海南黄猄草
海南黄猄草（学名：Strobilanthes maclurei）为爵床科紫云菜属的植物，为中国的特有植物。分布于中国大陆的海南、云南、广西、江西等地，生长于海拔400米至1,100米的地区，一般生长在海拔林下及山溪石上，目前尚未由人工引种栽培。

## 别名
黄猄草（海南儋州）